# Sân bay quốc tế Puerto Princesa
Sân bay Puerto Princesa (IATA: PPS, ICAO: RPVP) là một sân bay phục vụ khu vực Thành phố Puerto Princesa, tỉnh Palawan ở Philippines. Đây là sân bay thương mại nội địa chính theo xếp hạng của Cục Giao thông hàng không, một cục thuộc Bộ Giao thông Vận tải.

## Các hãng hàng không và các tuyến điểm
Các hãng hàng không sau đang hoạt động tại sân bay này:
- Air Philippines (Manila)
- Cebu Pacific (Cebu, Manila)
- Philippine Airlines (Manila)
  - PAL Express (Cebu)
- South East Asian Airlines (Busuanga, Caticlan/Boracay, Cuyo, El Nido, Manila)